# Kloster Marienthal (Westerwald)
Das Kloster Marienthal war ein Franziskanerkloster im Westerwald im heutigen Landkreis Altenkirchen in Rheinland-Pfalz. Heute ist Marienthal ein Ortsteil von Seelbach bei Hamm (Sieg). Am 30. Juni 2011 zählte er 55 Einwohner.

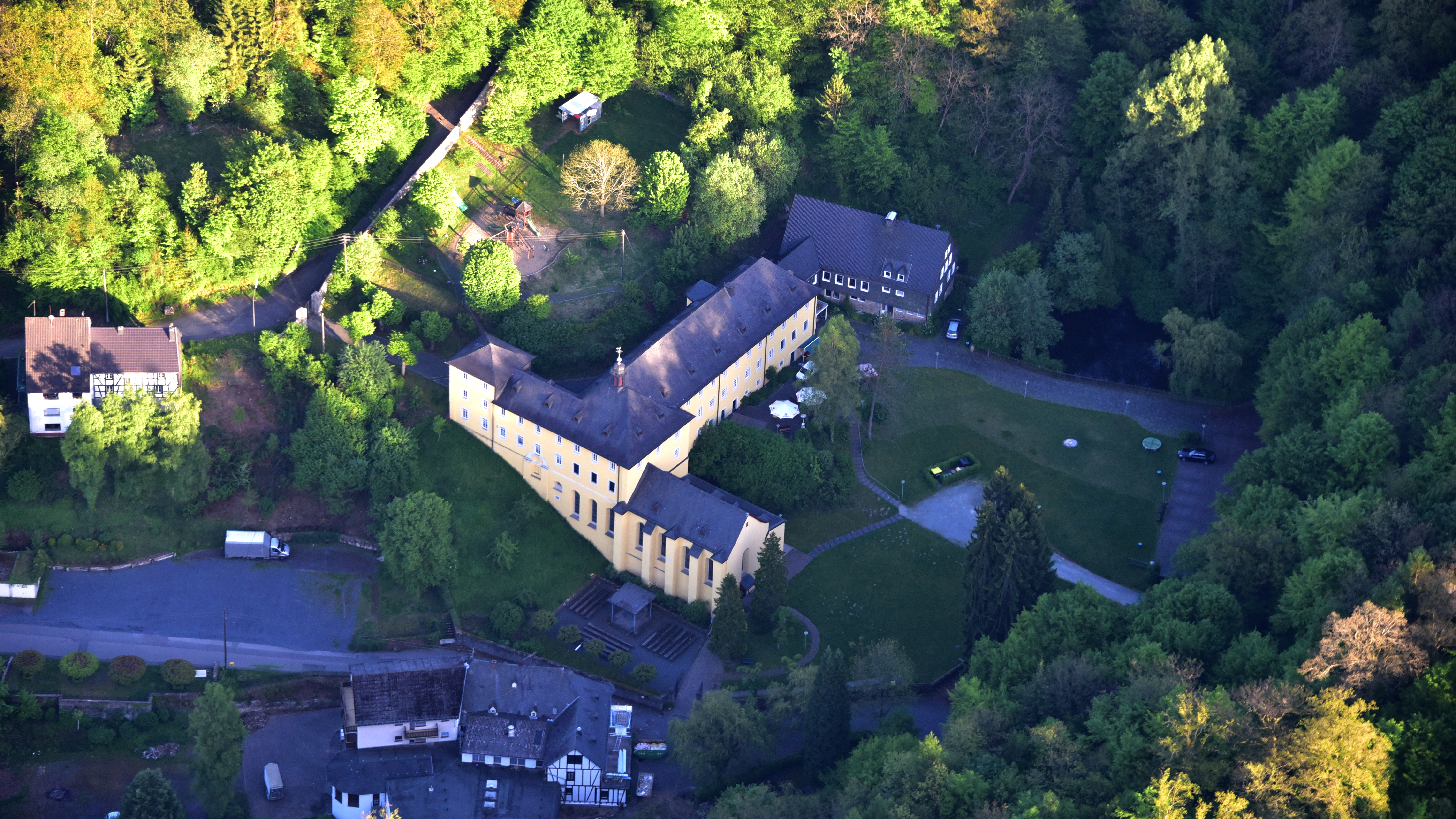
Kloster Marienthal (Westerwald), Luftaufnahme (2017)

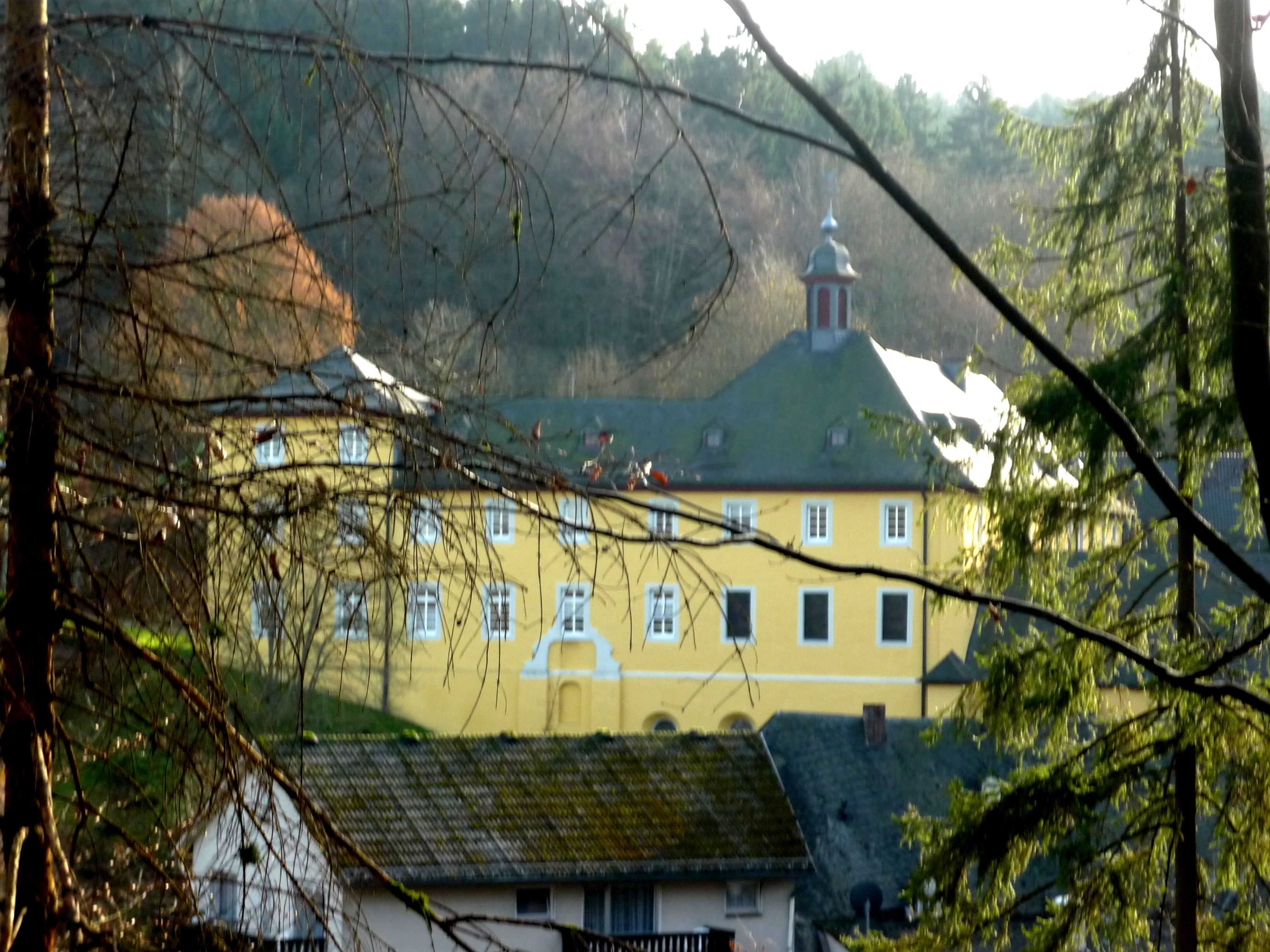
Das ehemalige Franziskanerkloster (Blick von Norden, 2009)

## Geschichte

### Wallfahrtsort Marienthal
Die Geschichte des Klosters geht zurück bis in die erste Hälfte des 15. Jahrhunderts. Nach der Gründungslegende soll ein Hirte ein Bildnis der Muttergottes geschnitzt und an der Stelle aufgestellt haben, an der um 1460 die erste Kapelle errichtet wurde. Die älteste Erwähnung der Wallfahrtsstätte ist aus dem Jahr 1428. Um 1460 ist auch das heute verehrte Gnadenbild entstanden. Die Betreuung der Kapelle und der Pilger erfolgte in der Zeit von Mönchen des Zisterzienserklosters Marienstatt (heute Streithausen im Westerwaldkreis).
Den Namen „Marienthal“ („Mergendaell“) erhielt die Kapelle 1489, als der Kölner Weihbischof Johann Spender einen neuen Altar in der Pilgerkapelle weihte. Weil die Kapelle zu klein wurde, wurde in der Zeit von 1494 bis 1503 eine dreischiffige gotische Kirche errichtet und unter das Patrozinium der Schmerzhaften Mutter gestellt. 1502 wurde der Glockenturm mit einem hohen Spitzdach hinzugefügt, 1511 erhielt die Kirche eine 1.800 Pfund schwere Glocke, die 1828 an die Florinskirche in Koblenz verkauft wurde. Spätestens 1503 entstand im Zusammenhang mit den Wallfahrten ein Jahrmarkt, zu dem bald zwei weitere hinzukamen.
Marienthal lag in der Grafschaft Sayn, die Grafen von Sayn führten von 1561 an die lutherische und 1605 die reformierte Konfession ein. Wallfahrten zur Kirche fanden seitdem nicht mehr statt.

### Klostergründung
Die Klostergründung im Marienthal erfolgte 1666 durch Graf Salentin Ernst von Manderscheid.
Salentin Ernst (1630–1705) war katholisch und hatte 1651 Ernestine von Sayn-Wittgenstein (1626–1661) geheiratet, die Erbin des Hachenburger Teils der Grafschaft Sayn. Von 1652 an übernahm Salentin Ernst zusammen mit Ernestine die Regentschaft über die Grafschaft Sayn-Hachenburg. Ernestine starb 1661, Salentin Ernst heiratete 1662 die protestantische Christina Elisabeth von Erbach (1641–1692). Wegen der gemischten Ehe bekam er eine Dispens. Aus Dankbarkeit stiftete Salentin Ernst 1666 das Kloster Marienthal. Bereits vorher, am Palmsonntag im Jahr 1664, wurde in der Wallfahrtskirche der erste katholischer Gottesdienst gefeiert, betreut wurde die Kirche von Franziskanern der Thüringischen Ordensprovinz, zunächst aus dem Kloster Hachenburg.
Der Bau des Klosters verzögerte sich, was auch durch die besonderen Lage der Kirche und des Klosters begründet war. Marienthal lag im 17. Jahrhundert direkt an der Grenze zwischen den beiden Grafschaften Sayn-Hachenburg und Sayn-Altenkirchen, gehörte aber noch zum Kirchspiel Hamm in der Grafschaft Sayn-Hachenburg. In beiden Grafschaften bestanden lutherische und reformierte Pfarreien nebeneinander, in Sayn-Hachenburg wurde inzwischen der katholische Glaube wieder zugelassen, in Sayn-Altenkirchen dagegen nicht. Der Grundstein wurde Anfang Februar 1668, noch vor der kurfürstlichen Genehmigung, gelegt.
Aus dem Jahr 1688 wurde eine Altarweihe durch den Trierer Weihbischof Johannes Petrus Verhorst berichtet. Da Graf Salentin Ernst diese nicht genehmigt hatte, befahl er den Franziskanern, Marienthal binnen 14 Tagen zu verlassen, was die Minderbrüder jedoch durch inständiges Bitten abwenden konnten. Im Jahr 1701 bestätigte der Kölner Erzbischof die Klostergründung. Schon 1703 begann man den ersten Klosterbau durch einen neuen, dreigeschossiger Fachwerkneubau auf der Anhöhe über dem Ort zu ersetzen, 1704 wurde das Kloster von den Franziskanern bezogen. Wegen Baufälligkeit wurde 1756 der Fachwerkbau durch einen Bruchsteinbau ersetzt. Der Bau wurde vom Franziskanerbruder Cornelius Schmitt aus Wessobrunn, die Stuckarbeiten wurden von Wessobrunner Stuckateuren ausgeführt.

### 19. Jahrhundert
Aufgrund des Reichsdeputationshauptschlusses wurde das Kloster 1803 säkularisiert. Unter der nassauischen Regierung wurde das Kloster 1813 geräumt, 1815 kam es in preußischen Besitz. Die Klostergebäude wurden 1836 für 1.315 Taler versteigert, die Klosterkirche schenkte der preußische König Friedrich Wilhelm III. 1838 den Katholiken von Marienthal. Baron Everhard von Geyr-Schweppenburg ließ Kirche und Kloster renovieren und übereignete das Kloster 1853 dem Erzbischöflichen Stuhl zu Köln. Die Kirche wurde 1839 teilweise abgerissen und als Barockkirche, kleiner und ohne Turm, wieder aufgebaut.
Das Erzbistum richtete in den Klostergebäuden ein Demeritenhaus für straffällig gewordene Priester ein. Von 1853 bis 1864 waren Lazaristen, von 1864 bis 1872 Spiritaner in Marienthal tätig. In einem Reiseführer aus dem Jahre 1865 wird „ehemaligen Franciskaner-Kloster Marienthal“ wie folgt beschrieben:
„Von der alten Kirche steht nur der Chorbau in Spitzbogenstil, der, wie das Klostergebäude, jetzt wiederhergestellt ist, Kirche und Kloster gehören dem Erzstifte Köln, welches, unterstützt von der Regierung, die Domäne angekauft hat und als Strafort für Geistliche, Demeriten-Asyl (Demeritenhaus), unter Leitung von Lazaristen benutzt. Seitdem der Chorbau der halbzerstörten Kirche dem Gottesdienste wiedergegeben ist, sie wie vordem ein vielbesuchter Wallfahrtsort.“
Das Erzbistum Köln hatte bereits 1842 und 1867 bei der Sächsischen Franziskanerprovinz (Saxonia) angefragt, ob sie die Leitung der Demeritenanstalt übernehmen könne, was die Provinz wegen Personalmangels noch abgelehnt hatte. Nach dem Kulturkampf wandte sich Erzbischof Philipp Krementz mit dem Anliegen erneut an die inzwischen erstarkte Saxonia, und am 6. Mai 1892 wurde in Marienthal eine Niederlassung der Franziskaner mit zwei bis drei Patres und drei Laienbrüdern eröffnet, deren Aufgabe in der Leitung des Demeritenhauses und der Seelsorge für die 76 Einwohner Marienthals bestand. Hinzu kamen zeitweise ältere oder erholungsbedürftige Patres, die von der Ordensprovinz hierhin versetzt wurden. Das Eigentum an Kloster und Kirche verblieb beim Erzbistum. Ab 1929 gehörte das Kloster zur wiedererrichteten Kölnischen Ordensprovinz (Colonia), die Franziskaner blieben bis 1974.

### 20. Jahrhundert
Das Gnadenbild aus dem 15. Jahrhundert wurde 1911 restauriert und geweiht. Seit 1969 steht es in einer Seitenkapelle.
Die Kirche wurde 1969 umgebaut und renoviert. Dabei wurden alte Fresken und ein altes Gewölbe entdeckt. 1978 wurde ein Anbau am Klostergebäude errichtet.
Die ersten Franziskaner verließen 1971 das Kloster, eine Betreuung der Pilger durch die Franziskaner wurde noch bis 1974 weitergeführt. Von 1979 bis 2007 war ein Pater vom „Orden des Heiligen Michael“ aus Polen in der seelsorgerischen Betreuung tätig. Seit 2008 haben Priester des Erzbistums Köln die Wallfahrtsseelsorge übernommen.

## Mirakelbücher
In den Jahren 1487 bis 1492 beschrieb ein Mönch aus Marienstatt das Marienthaler Wunderbüchlein, auch Marienthaler Mirakelbuch genannt, in dem 81 Wunderheilungen aufgeführt sind.
Auch aus dem nur zwei Kilometer entfernten Hilgenroth, das vom 15. bis zur Mitte des 16. Jahrhunderts ebenfalls ein beliebter Marien-Wallfahrtsort war, ist ein Mirakelbuch überliefert. Das Hilgenrother Mirakelbuch wurde in der Zeit 1427 bis 1430 geschrieben, in ihm sind mehr als hundert Wunderheilungen beschrieben.

## Marienthal heute

### Ehemaliges Kloster
Als die Franziskaner Marienthal 1974 verließen, richtete die Erzdiözese Köln in den Räumlichkeiten des Klosters zunächst eine Nebenstelle ihrer Landvolkshochschule in Rhöndorf ein. Seit 1982 wurde das Haus vom Erzbistum als Bildungsstätte „Haus Marienthal“ betrieben, das für Tagungen und Kurse zur Verfügung stand. In den Jahren 1997 bis 2013 war hier auch der Sitz der Geschäftsstelle des „Bildungswerks der Erzdiözese Köln in der Region Rheinland-Pfalz“, welcher zu Beginn des Jahres 2014 nach Bonn verlegt worden ist. Wegen Mängeln im Brandschutz, deren Behebung für einen weiteren Betrieb in dieser Form als unwirtschaftlich angesehen wurde, stellte das Erzbistum Köln Ende 2014 den Tagungsbetrieb ein. Im Jahr 2015 konnte man einen Pächter für das Haus gewinnen, der ab Mai 2016  dort die Klostergastronomie Marienthal betrieb, bis sie wegen starker Preissteigerungen bei Energie und Waren zum 31. Oktober 2022 geschlossen werden musste. Seit 2017 ist die ehemalige Hauskapelle des Klosters eine Außenstelle des Standesamts der Verbandsgemeinde Hamm/Sieg.

### Kloster- und Wallfahrtskirche
Die heutige Wallfahrtskirche wurde 1839 gebaut, von der ursprünglichen um 1500 errichteten Kirche ist nur der Ostteil im Original erhalten. Die beiden Westjoche wurden um 1970 barockisierend rekonstruiert. Der hohe einschiffige Kirchenraum ist mit Stichkappengewölbe und Rocailleschmuck versehen. Die beiden Glocken der Kirche sind von 1880 und 1950.
Innenausstattung
Der barocke Hochaltar wurde erst 1968 hier aufgestellt, er stammt aus Windorf an der Donau. Das Hochaltarbild „Maria Immaculata“ wurde 1841 von Clementine von Geyr-Schweppenburg gemalt.

#### Orgel
Die Orgel wurde im Jahr 1972 durch die Firma Romanus Seifert aus Kevelaer als neues Werk in einem historischen Gehäuse errichtet. Ein Teil des Pfeifenwerks wurde hierbei aus dem Vorgängerinstrument der Firma Speith (1914) übernommen. Im Juli 2021 erfolgte eine umfassende Sanierung des Werks durch die Erbauerfirma. Die Disposition lautet:
| I. Manual C-g3 |               |    |
| 1.             | Principal     | 8′ |
| 2.             | Metallgedackt | 8′ |
| 3.             | Oktave        | 4′ |
| 4.             | Salicional    | 4′ |
| 5.             | Mixtur IV     |    |
| 6.             | Schalmei      | 8′ |

| II. Manual C-g3 |                |       |
| 7.              | Rohrflöte      | 8′    |
| 8.              | Gemshorn       | 4′    |
| 9.              | Sesquialter II |       |
| 10.             | Principal      | 2′    |
| 11.             | Quinte         | 1 ⁄3′ |
|                 | Tremulant      |       |

| Pedal C–f1 |          |     |
| 12.        | Subbaß   | 16′ |
| 13.        | Oktavbaß | 08′ |

- Koppeln: II/I, I/P, II/P

#### Das Gnadenbild
Das 105 cm große Gnadenbild der „schmerzhaften Mutter“ stammt aus dem 15. Jahrhundert. Es wird einem Künstler der „Kölner Schule“ zugerechnet. Das Gnadenbild steht in einer Nebenkapelle auf der rechten Seite der Wallfahrtskirche.

### Wallfahrtsort
Marienthal ist weiterhin ein Wallfahrtsort. Die Hauptzeiten der Wallfahrt sind von Mai bis zur ersten Oktoberhälfte. Das Hochfest mit Lichterprozession findet am ersten Samstag nach dem 15. September, dem Tag des Gedächtnisses der Schmerzen Mariens, statt.

### Umgebung/Verkehr
Der Ort Marienthal liegt an der Kreisstraße 51, die Hilgenroth und Breitscheidt verbindet.
Im Klosterbereich stehen zwei Fachwerkhäuser aus dem 18. und 19. Jahrhundert, welche wie die Kirche als Kulturdenkmäler ausgewiesen sind.
Links des Marienthaler Bachs liegt auf einer Anhöhe der Marienthaler Kreuzweg; er wurde in den Jahren von 1853 bis 1869 errichtet.
Der Marienwanderweg verbindet Marienthal mit der Abtei Marienstatt in Streithausen bei Hachenburg.
Per Zug ist Mariental über den 10 Minuten Fußweg vom Ortskern entfernten Bahnhaltepunkt Kloster Marienthal zu erreichen. Er liegt an der Bahnstrecke Altenkirchen–Au (Sieg), die von den Zügen der Linie RB 90 „Westerwald-Sieg-Bahn“ nach dem Rheinland-Pfalz-Takt täglich im Stundentakt befahren wird. An Werktagen außer samstags halten die Züge am Haltepunkt Kloster Marienthal allerdings nur jede zweite Stunde.
| Linie | Verlauf | Takt   |
| ----- | --- | ------ |
| RB90  | Westerwald-Sieg-Bahn: (Kreuztal – Siegen-Geisweid – Siegen-Weidenau –)* Siegen Hbf – Eiserfeld (Sieg) – Niederschelden Nord – Niederschelden – Mudersbach – Brachbach – Freusburg Siedlung – Kirchen – Betzdorf (Sieg) – Scheuerfeld (Sieg) – Niederhövels – Wissen (Sieg) – Etzbach – Au (Sieg) – Geilhausen – Hohegrete – Breitscheidt (Kr Altenkirchen Ww) – Obererbach – Altenkirchen (Westerwald) – Ingelbach – Hattert – Hachenburg – Unnau-Korb – Nistertal-Bad Marienberg (– Büdingen (Westerw) – Enspel – Rotenhain) (zweistündlich) – Langenhahn – Westerburg – Willmenrod – Berzhahn – Wilsenroth – Frickhofen – Niederzeuzheim – Hadamar – Niederhadamar – Elz (Kr Limburg/Lahn) – Staffel – Diez Ost – Limburg (Lahn) * einzelne Züge an Werktagen Stand: Fahrplanwechsel Dezember 2024 | 60 min |

Der Haltepunkt ist eine der wenigen Stationen in Deutschland mit Klosterbezug im Namen, neben Stift Keppel-Allenbach im Siegerland, Kloster Bronnbach bei Wertheim, Kloster Oesede bei Osnabrück, Klosterlechfeld, Klostermansfeld, Klosterbuch und Neukloster (Buxtehude).